# Liste der stillgelegten Eisenbahnstrecken in Baden-Württemberg
Die Liste der stillgelegten Eisenbahnstrecken in Baden-Württemberg nennt baden-württembergische Eisenbahnstrecken oder Teilabschnitte von Strecken, die stillgelegt wurden.

## Vor 1920
| Datum         | Streckenabschnitt                                         | Strecke                          | Spur- weite mm | G l e i s e | Länge (km) | er- öff- net (Jahr) | Zustand 2000 | Zustand 2010 | Bemerkung                                                                                    |
| ------------- | --------------------------------------------------------- | -------------------------------- | -------------- | ----------- | ---------- | ------------------- | ------------ | ------------ | -------------------------------------------------------------------------------------------- |
| 1879          | Mannheimer Ringbahn                                       |                                  | 1435           | 1           |            |                     |              |              | verband den ehemaligen Hafenbahnhof mit dem Hauptbahnhof                                     |
| 1895          | Güterverbindungsbahn der alten Odenwaldbahn bei Neckarelz | Neckarelz–Osterburken            | 1435           | 1           | 1,2 km     |                     |              |              | [ 1 ]                                                                                        |
| 2. März 1914  | Güterverbindungsbogen Heidelberg                          |                                  | 1435           | 1           | 0,8 km     |                     |              |              | im Rahmen der Eröffnung des neuen Heidelberger Rangierbahnhofs                               |
| 29. Aug. 1914 | Rheinufer–Kappel                                          | Lokalbahn Rhein–Ettenheimmünster | 1000           | 1           | 3,0 km     | 1893                | abgebaut     | abgebaut     |                                                                                              |
| 1918          | Tram Kehl – Straßburg (Elsass)                            | Kehl – Straßburg                 | 1000           | 2           |            | 1878                | abgebaut     | abgebaut     | Beginn des Ersten Weltkriegs, zunächst von Pferden gezogen, 23. November 2018 wiedereröffnet |
| 1919          | Bahnstrecke Kandern–Malsburg-Marzell                      | Kandern – Malsburg-Marzell       | 900            | 1           |            | 1907                |              |              | Private Steinbruchbahn, 1919 abgebaut                                                        |

## 1920er Jahre
| Datum         | Streckenabschnitt       | Strecke                          | Spur- weite mm | G l e i s e | Länge (km) | er- öff- net (Jahr) | Zustand 2000 | Zustand 2010 | Bemerkung |
| ------------- | ----------------------- | -------------------------------- | -------------- | ----------- | ---------- | ------------------- | ------------ | ------------ | --------- |
| 24. Okt. 1921 | Kappel–Orschweier       | Lokalbahn Rhein–Ettenheimmünster | 1000           | 1           | 5,0 km     | 1893                | abgebaut     | abgebaut     |           |
| 1. Jan. 1922  | Hagsfeld–Spöck          | Karlsruher Lokalbahn             | 1000           | 1           | 11,5 km    | 1891                | abgebaut     | abgebaut     |           |
| 30. Sep. 1922 | Schatthausen–Meckesheim | Wiesloch–Meckesheim              | 1435           | 1           | 11,5 km    | 1901                | abgebaut     | abgebaut     | [ 4 ]     |

## 1930er Jahre
| Datum         | Streckenabschnitt                                       | Strecke                                               | Spur- weite mm | G l e i s e | Länge (km) | er- öff- net (Jahr) | Zustand 2000 | Zustand 2010 | Bemerkung                                     |
| ------------- | ------------------------------------------------------- | ----------------------------------------------------- | -------------- | ----------- | ---------- | ------------------- | ------------ | ------------ | --------------------------------------------- |
| 1934          | Freiburg im Breisgau Hbf–Bürgerwehrstraße (alte Trasse) | Freiburg–Donaueschingen (Höllentalbahn (Schwarzwald)) | 1435           | 1           | ca. 3 km   | 1887                | abgebaut     | abgebaut     | Streckenverlegung im Stadtgebiet von Freiburg |
| 26. Apr. 1936 | Durmersheim–Mörsch                                      | Karlsruher Lokalbahn                                  | 1000           | 1           | 3,5 km     | 1890                | abgebaut     | abgebaut     |                                               |
| 14. Aug. 1937 | Mörsch–Grünwinkel                                       | Karlsruher Lokalbahn                                  | 1000           | 1           | 11,3 km    | 1890                | abgebaut     | abgebaut     |                                               |
| 31. März 1938 | Daxlanden–Grünwinkel                                    | Karlsruher Lokalbahn                                  | 1000           | 1           | 2,1 km     | 1913                | abgebaut     | abgebaut     |                                               |
| 1. Juni 1938  | Rastatt Bf.–Rastatt ME                                  | Mittelbadische Eisenbahnen                            | 1000           | 1           | 1,5 km     | 1909                | abgebaut     | abgebaut     | Güterverkehr                                  |
| 1939          | Rastatt Bf.–Rastatt ME                                  | Mittelbadische Eisenbahnen                            | 1000           | 1           | 1,5 km     | 1909                | abgebaut     | abgebaut     | Personen- und Gesamtverkehr                   |

## 1940er Jahre
| Datum         | Streckenabschnitt   | Strecke              | Spur- weite mm | G l e i s e | Länge (km) | er- öff- net (Jahr) | Zustand 2000 | Zustand 2010 | Bemerkung                                                                                 |
| ------------- | ------------------- | -------------------- | -------------- | ----------- | ---------- | ------------------- | ------------ | ------------ | ----------------------------------------------------------------------------------------- |
| 23. März 1945 | Lußhof-Speyer       | Heidelberg–Speyer    | 1435           | 1           | 17,5 km    | 1873                | abgebaut     | abgebaut     | Streckenunterbrechung durch Sprengung der Salierbrücke bei Speyer durch deutsche Truppen. |
| 9. Sep. 1949  | Obrigheim–Neckarelz | Meckesheim–Neckarelz | 1435           | 1           | 3,2 km     | 1862                | abgebaut     | abgebaut     | Formelle Einstellung, seit 30. März 1945 kein Betrieb mehr möglich                        |

## 1950er Jahre
| Datum         | Streckenabschnitt                                            | Strecke                                                          | Spur- weite mm | G l e i s e | Länge (km) | er- öff- net (Jahr) | Zustand 2000 | Zustand 2010 | Bemerkung                                                           |
| ------------- | ------------------------------------------------------------ | ---------------------------------------------------------------- | -------------- | ----------- | ---------- | ------------------- | ------------ | ------------ | ------------------------------------------------------------------- |
| 31. Okt. 1950 | Oberuhldingen-Mühlhofen–Unteruhldingen                       | Oberuhldingen-Mühlhofen–Unteruhldingen                           | 1435           | 1           | 2,53 km    | 1901                | abgebaut     | abgebaut     |                                                                     |
| 20. Mai 1951  | Lahr Schlüssel-Seelbach                                      | Kehl–Seelbach                                                    | 1000           |             |            |                     |              |              | Einstellung des Personenverkehrs am 2. Mai 1950                     |
| 4. Okt. 1953  | Marbach (Baden)–Bad Dürrheim                                 | Marbach–Bad Dürrheim                                             | 1435           | 1           | 5,4 km     | 1904                | abgebaut     | abgebaut     | Personenverkehr                                                     |
| 1954          | Hockenheim-Talhaus–Lußhof bei Speyer                         | Heidelberg–Speyer                                                | 1435           | 1           | ca. 6 km   | 1873                |              |              | Der Abschnitt wurde in Hockenheim Eselsbahn genannt.                |
| 30. Okt. 1954 | Böblingen Zimmerschlag (ehemals Schönaicher First)-Schönaich | Schönaicher First–Schönaich (Aichtalbahn)                        | 1435           | 1           | 3,0 km     | 1922                |              |              | Personenverkehr                                                     |
| 8. Mai 1955   | Heidelberg Hbf (alt)–Heidelberg Karlstor                     | Heidelberg-Eberbach-Bad Friedrichshall-Jagstfeld (Neckartalbahn) | 1435           |             | 2,2 km     |                     |              |              | im Rahmen der Verlegung des Heidelberger Hauptbahnhofs              |
| 8. Mai 1955   | Heidelberg Hauptbahnhof (alt)–Heidelberg Hauptbahnhof (neu)  |                                                                  | 1435           |             | 2,6 km     |                     | abgebaut     | abgebaut     | im Rahmen der Verlegung des Heidelberger Hauptbahnhofs              |
| 22. Mai 1955  | Müllheim–Badenweiler                                         | Müllheim-Badenweiler Eisenbahn                                   | 1000           | 1           | 7,6 km     | 1896                | abgebaut     | abgebaut     | elektrischer Betrieb                                                |
| 3. Juni 1956  | Orschweier–Ettenheimmünster                                  | Lokalbahn Rhein–Ettenheimmünster                                 | 1435           | 1           | 7,9 km     | 1893                | abgebaut     | abgebaut     | Personenverkehr                                                     |
| 1. Okt. 1956  | Musberg–Waldenbuch                                           | Waldenbuch–Leinfelden (Siebenmühlentalbahn)                      | 1435           | 1           | 10,1 km    | 1928                | abgebaut     | abgebaut     |                                                                     |
| 31. Dez. 1956 | Bühl–Oberbühlertal                                           | Bühlertalbahn                                                    | 1435           | 1           | 5,9 km     | 1896                | abgebaut     | abgebaut     | Personenverkehr                                                     |
| 1. Jan. 1957  | Abzw. Seewald–Abzw. Rotenmoos                                | Seewald–Rotenmoos                                                | 1435           | 1           | 3,2 km     | 1940                |              |              |                                                                     |
| 15. Jan. 1958 | Beihingen-Heutingsheim–Bietigheim (Württ)                    | Backnang–Bietigheim                                              | 1435           | 1           | 6,1 km     | 1879                |              |              | formelle Einstellung, seit 20. April 1945 kein Betrieb mehr möglich |
| 1. Mai 1958   | Ettenheim–Ettenheimmünster                                   | Lokalbahn Rhein–Ettenheimmünster                                 | 1435           | 1           | 5,0 km     | 1893                | abgebaut     | abgebaut     | Güter- und Gesamtverkehr                                            |
| 15. Sep. 1958 | Bühl–Oberbühlertal                                           | Bühlertalbahn                                                    | 1435           | 1           | 5,9 km     | 1896                | abgebaut     | abgebaut     | Güter- und Gesamtverkehr                                            |
| 1. Juli 1959  | Böblingen Zimmerschlag (ehemals Schönaicher First)-Schönaich | Schönaicher First–Schönaich (Aichtalbahn)                        | 1435           | 1           | 3,0 km     | 1922                |              |              | Güterverkehr und Gesamtverkehr                                      |
| 23. Nov. 1959 | Schiltach – Schramberg                                       | Schiltach–Schramberg                                             | 1435           | 1           | 8,8 km     | 1892                |              |              | Personenverkehr                                                     |

## 1960er Jahre
| Datum         | Streckenabschnitt                          | Strecke                                           | Spur- weite mm | G l e i s e | Länge (km) | er- öff- net (Jahr) | Zustand 2000                                               | Zustand 2010                                               | Bemerkung |
| ------------- | ------------------------------------------ | ------------------------------------------------- | -------------- | ----------- | ---------- | ------------------- | ---------------------------------------------------------- | ---------------------------------------------------------- | --- |
| 13. Okt. 1960 | Tiefenbach – Hilsbach                      | Bruchsal–Odenheim (Katzbachbahn)                  | 1435           | 1           | 7,1 km     | 1896                | abgebaut                                                   | abgebaut                                                   | [ 4 ] |
| 29. Sep. 1963 | Rossberg – Bad Wurzach                     | Rossberg–Wurzach (Rossbergbahn)                   | 1435           | 1           | 11,0 km    | 1904                | Güterverkehr                                               | Güterverkehr                                               | Personenverkehr                                                                                                 |
| 3. Mai 1964   | Lauffen am Neckar – Leonbronn              | Lauffen am Neckar–Leonbronn (Zabergäubahn)        | 750 1435       | 1           | 20,3 km    | 1896                | außer Betrieb                                              | außer Betrieb                                              | Keine Stilllegung. Wiederaufnahme des Betriebs nach Umbau auf Normalspur am 27. Sep. 1964 bzw. am 25. Juli 1965 |
| 31. Mai 1964  | Biberach an der Riß – Ochsenhausen         | Biberach–Ochsenhausen                             | 750            | 1           | 22,2 km    | 1899–1900           | Museumsbetrieb Warthausen–Ochsenhausen                     | Museumsbetrieb Warthausen–Ochsenhausen                     | Personenverkehr                                                                                                 |
| 14. Nov. 1964 | Langensteinbach – Ittersbach               | Busenbach–Ittersbach                              | 1000           | 1           | 7,2 km     | 1899                | größtenteils abgebaut, einzelne Abschnitte wiederaufgebaut | größtenteils abgebaut, einzelne Abschnitte wiederaufgebaut | Gesamtverkehr, 1975 Neubau mit veränderter Streckenführung                                                      |
| 30. Juni 1965 | Oberschefflenz – Billigheim (Baden)        | Oberschefflenz–Billigheim (Schefflenztalbahn)     | 1435           | 1           | 8,6 km     | 1908                | abgebaut                                                   | abgebaut                                                   | [ 1 ] |
| 31. Aug. 1966 | Orschweier–Ettenheim                       | Lokalbahn Rhein–Ettenheimmünster                  | 1435           | 1           | 2,9 km     | 1893                | abgebaut                                                   | abgebaut                                                   | Einstellung Gesamtverkehr                                                                                       |
| 23. Sep. 1966 | Spaichingen – Reichenbach am Heuberg       | Spaichingen–Reichenbach (Heubergbahn)             | 1435           | 1           | 17,71 km   | 1928                |                                                            |                                                            | heute Fuß- / Radweg Spaichingen-Gosheim-Wehingen und Wehingen-Reichenbach                                       |
| 24. Sep. 1966 | Marbach (Baden)–Bad Dürrheim               | Marbach–Bad Dürrheim                              | 1435           | 1           | 5,4 km     | 1904                | abgebaut                                                   | abgebaut                                                   | Güter- und Gesamtverkehr                                                                                        |
| 25. Sep. 1966 | Zell – Todtnau                             | Zell–Todtnau                                      | 1000           | 1           | 18,7 km    | 1889                | abgebaut                                                   | abgebaut                                                   | Personenverkehr                                                                                                 |
| 21. Nov. 1966 | Singen – Beuren-Büßlingen                  | Singen–Beuren-Büßlingen (Randenbahn)              | 1435           | 1           | 14,31 km   | 1913                | abgebaut                                                   | abgebaut                                                   | |
| 1966          | Mannheim-Rheinau – Ketsch                  | Mannheim-Rheinau–Ketsch                           | 1435           | 1           | 6,8 km     | 1905-12             | abgebaut                                                   | abgebaut                                                   | |
| 28. Mai 1967  | Nagold – Altensteig                        | Nagold-Altensteig                                 | 1000           | 1           | 15,11 km   | 1891                | abgebaut                                                   | abgebaut                                                   | |
| 1. Feb. 1967  | Heidelberg – Schwetzingen                  | Heidelberg–Speyer                                 | 1435           | 1           | 9,4 km     | 1873                | abgebaut                                                   | abgebaut                                                   | |
| 28. Feb. 1967 | Dielheim – Schatthausen                    | Wiesloch–Meckesheim                               | 1435           | 1           | 6,8 km     | 1901                | abgebaut                                                   | abgebaut                                                   | [ 4 ] |
| 24. Sep. 1967 | Zell – Todtnau                             | Zell–Todtnau                                      | 1000           | 1           | 18,7 km    | 1889                | abgebaut                                                   | abgebaut                                                   | Güter- und Gesamtverkehr                                                                                        |
| 31. Dez. 1968 | Steinheim an der Murr – Talheim            | Marbach am Neckar–Heilbronn (Bottwartalbahn)      | 750 1435       | 1           | 22,7 km    | 1894–1900           | abgebaut                                                   | abgebaut                                                   | Abschnitt Marbach–Steinheim auf Normalspur umgespurt                                                            |
| 31. Jan. 1968 | Tauberbischofsheim – Königheim             | Tauberbischofsheim–Königheim                      | 1435           | 1           | 6,4 km     | 1914                | abgebaut                                                   | abgebaut                                                   | [ 1 ] |
| 3. Aug. 1968  | Pforzheim – Ittersbach                     | Pforzheim–Ittersbach (Pforzheimer Kleinbahn)      | 1000           | 1           | 18,7 km    | 1900                | abgebaut                                                   | abgebaut                                                   | |
| 3. Aug. 1968  | Kehl – Freistett                           | Mittelbadische Eisenbahn "Entenköpfer" Kehl -Bühl | 1000           | 1           | 16,8 km    | 1892                | abgebaut                                                   | abgebaut                                                   | Einstellung des Personenverkehrs bereits am 24. September 1966, dann zwei Jahre nur Güterverkehr                |
| 30. Mai 1969  | Sigmaringen – Krauchenwies                 | Krauchenwies–Sigmaringen                          | 1435           | 1           | 9,1 km     | 1873                | abgebaut                                                   | abgebaut                                                   | |
| 31. Mai 1969  | Mannheim-Seckenheim – Neckarhausen–Edingen | Mannheim Kurpfalzbrücke–Edingen–Heidelberg        | 1000           |             | 6,6 km     | 1891                |                                                            |                                                            | |
| 28. Juli 1969 | Honau – Kleinengstingen                    | Reutlingen–Schelklingen                           | 1435           | 1           | 4,3 km     | 1893                | abgebaut                                                   | abgebaut                                                   | heute Fuß- / Radweg                                                                                             |
| 27. Sep. 1969 | Staufen – Sulzburg                         | Bad Krotzingen–Staufen–Sulzburg                   | 1435           | 1           | 5,8 km     | 1894                | abgebaut                                                   | abgebaut                                                   | Personenverkehr                                                                                                 |

## 1970er Jahre
| Datum               | Streckenabschnitt                       | Strecke                                 | Spur- weite mm | G l e i s e | Länge (km) | er- öff- net (Jahr) | Zustand 2000 | Zustand 2010 | Bemerkung |
| ------------------- | --------------------------------------- | --------------------------------------- | -------------- | ----------- | ---------- | ------------------- | ------------ | ------------ | --- |
| 1970                | Sindelfingen – Renningen                | Böblingen–Renningen (Rankbachbahn)      | 1435           | 1           | 12,0 km    | 1915                | Güterverkehr | in Betrieb   | Personenverkehr, wieder aufgenommen am 10. Juni 2010                                                                                               |
| April bis Sep. 1970 | Freistett – Schwarzach                  | Mittelbadische Eisenbahn: Kehl – Bühl   | 1000           | 1           | 22,0 km    | 1892                | abgebaut     | abgebaut     | Streckenabschnitt Greffern/Baden-Airpark Schwarzach – Bühl wurde 1972 auf Normalspur umgebaut und wird seither nur für den Gütertransport genutzt. |
| 1. Juli 1970        | Heidelberg OEG-Güterbahnhof–Schriesheim | Weinheim–Heidelberg                     | 1435+1000      | 1           | 8,4 km     | 1906                | abgebaut     | abgebaut     | (Güterbahn) |
| 22. Mai 1971        | Mimmenhausen-Neufrach–Frickingen        | Mimmenhausen-Neufrach–Frickingen        | 1435           | 1           | 8,23 km    | 1905                | abgebaut     | abgebaut     | |
| 23. Mai 1971        | Laupheim West–Schwendi                  | Laupheim West–Schwendi                  | 1435           | 1           | 13,7 km    | 1904                |              |              | Personenverkehr, seit 1999 bis Laupheim Stadt reaktiviert                                                                                          |
| 26. Sep. 1971       | Aglasterhausen–Obrigheim                | Meckesheim–Neckarelz                    | 1435           | 1           | 8,0 km     | 1862                | abgebaut     | abgebaut     | [ 1 ] |
| 30. Sep. 1972       | Furtwangen–Bräunlingen                  | Donaueschingen–Furtwangen (Bregtalbahn) | 1435           | 1           | 27,02 km   | 1892-93             | abgebaut     | abgebaut     | |
| 30. Nov. 1972       | Aalen-Neresheim-Dillingen               | Aalen–Dillingen (Härtsfeldbahn)         | 1000           | 1           | 55,49 km   | 1901                | abgebaut     | abgebaut     | Teilstück Neresheim-Katzenstein (2001 bzw. 2021) als Museumsbahn wiederaufgebaut                                                                   |
| 15. März 1973       | Grunern – Sulzburg                      | Bad Krotzingen–Staufen–Sulzburg         | 1435           | 1           | 4,0 km     | 1894                | abgebaut     | abgebaut     | Güter- und Gesamtverkehr |
| 3. Juni 1973        | Mosbach–Mudau                           | Mosbach–Mudau                           | 1000           | 1           | 27,6 km    | 1905                | abgebaut     | abgebaut     | [ 1 ] |
| 31. Jan. 1975       | Odenheim Ost–Tiefenbach                 | Bruchsal–Odenheim (Katzbachbahn)        | 1435           | 1           | 3,7 km     | 1896                | abgebaut     | abgebaut     | [ 4 ] |
| 31. Jan. 1975       | Wiesloch Stadt–Dielheim                 | Wiesloch–Meckesheim                     | 1435           | 1           | 6,8 km     | 1901                | abgebaut     | abgebaut     | [ 4 ] |
| 1. Jan. 1977        | Kappel Gutachbrücke–Bonndorf (Schw.)    | Kappel-Gutachbrücke-Bonndorf            | 1435           | 1           | 19,78 km   | 1907                | abgebaut     | abgebaut     | |
| 24. Sep. 1977       | Baden-Oos-Baden-Baden                   | Baden-Oos–Baden-Baden                   | 1435           | 2           | 4,3 km     | 1845                | abgebaut     | abgebaut     | elektrischer Betrieb |
| 26. Mai 1979        | (Lohr–)–Landesgrenze–Wertheim           | Lohr–Wertheim                           | 1435           | 1           | 1,5 km     | 1881                | abgebaut     | abgebaut     | [ 1 ] |

## 1980er Jahre
| Datum         | Streckenabschnitt                             | Strecke                                       | Spur- weite mm | G l e i s e | Länge (km) | er- öff- net (Jahr) | Zustand 2000   | Zustand 2010   | Bemerkung |
| ------------- | --------------------------------------------- | --------------------------------------------- | -------------- | ----------- | ---------- | ------------------- | -------------- | -------------- | --- |
| 30. Mai 1980  | Wiesloch Stadt–Waldangelloch                  | Wiesloch Stadt–Waldangelloch                  | 1435           | 1           | 13,1 km    | 1901                | abgebaut       | abgebaut       | [ 4 ] |
| 1. Nov. 1981  | Neckarsteinach–Schönau (b Heidelberg)         | Neckarsteinach–Schönau                        | 1435           | 1           | 5,0 km     | 1928                | abgebaut       | abgebaut       | formelle Einstellung, Betrieb endete am 15. Januar 1981, |
| 31. Juli 1982 | Ohmenhausen–Gönningen                         | Reutlingen–Gönningen (Gönninger Bahn)         | 1435           | 1           | 10,1 km    | 1902                | abgebaut       | abgebaut       | Personenverkehr endete am 29. Mai 1976 |
| 28. Mai 1983  | Reutlingen Süd–Honau                          | Reutlingen–Schelklingen                       | 1435           | 1           | 7,9 km     | 1892                | abgebaut       | abgebaut       | Personenverkehr endete am 1. Juni 1980 |
| 28. Sep. 1984 | Laupheim West–Schwendi                        | Laupheim West–Schwendi                        | 1435           | 1           | 13,7 km    | 1904                |                |                | Güterverkehr |
| 14. Apr. 1985 | Haltingen–Kandern                             | Haltingen–Kandern (Kandertalbahn)             | 1435           | 1           | 12,9 km    | 1895                | Museumsbetrieb | Museumsbetrieb | Nach einem Dammrutsch am 4. Juli 1983 bei Wollbach wurde der Verkehr zwischen Wollbach und Kandern eingestellt, der Personenverkehr offiziell zum 31. Dezember 1983. Die Einstellung des Güterverkehrs bis Wollbach erfolgte am 1. April 1985. Zum 14. April 1985 wurde die Strecke formal stillgelegt. |
| 30. Juni 1985 | Abzweig Industriegebiet Betzingen–Ohmenhausen | Reutlingen–Gönningen (Gönninger Bahn)         | 1435           | 1           | 3,0 km     | 1902                | abgebaut       | abgebaut       | Personenverkehr endete am 29. Mai 1976. Strecke Reutlingen–Industriegebiet Betzingen wurde bis 1997 als Anschlussbahn weitergeführt |
| 31. Aug. 1985 | Amstetten (Württemberg)–Oppingen              | Amstetten–Laichingen                          | 1000           | 1           | 5,7 km     | 1901                | Museumsbetrieb | Museumsbetrieb | Personenverkehr |
| 31. Aug. 1985 | Oppingen–Laichingen                           | Amstetten–Laichingen                          | 1000           | 1           | 13,2 km    | 1901                |                |                | Personenverkehr |
| 14. Sep. 1985 | Amstetten (Württemberg)–Oppingen–Laichingen   | Amstetten–Laichingen                          | 1000           | 1           | 13,2 km    | 1901                |                |                | Güterverkehr |
| 31. Dez. 1985 | Schwäbisch Gmünd–Faurndau Nord                | Schwäbisch Gmünd–Göppingen (Hohenstaufenbahn) | 1435           | 1           | 24,83 km   | 1911-12             | abgebaut       | abgebaut       | Personenverkehr endete am 2. Juni 1984 |
| 30. Mai 1986  | Odenheim–Odenheim Ost                         | Bruchsal–Odenheim (Katzbachbahn)              | 1435           | 1           | 0,7 km     | 1896                | abgebaut       | abgebaut       | [ 4 ] |
| 23. Dez. 1988 | Möckmühl–Widdern                              | Möckmühl–Dörzbach (Jagsttalbahn)              | 750            | 1           | 7,6 km     | 1900                | abgebaut       | abgebaut       | Keine Stilllegung. Strecke gilt seitdem als technisch vorübergehend eingestellt, |
| 23. Dez. 1988 | Widdern–Dörzbach                              | Möckmühl–Dörzbach (Jagsttalbahn)              | 750            | 1           | 31,5 km    | 1900                | außer Betrieb  |                | Keine Stilllegung. Strecke gilt seitdem als technisch vorübergehend eingestellt, |

## 1990er Jahre
| Datum         | Streckenabschnitt                                    | Strecke                                                          | Spur- weite mm | G l e i s e | Länge (km) | er- öff- net (Jahr) | Zustand 2000  | Zustand 2010       | Bemerkung |
| ------------- | ---------------------------------------------------- | ---------------------------------------------------------------- | -------------- | ----------- | ---------- | ------------------- | ------------- | ------------------ | --- |
| 30. Sep. 1990 | Vaihingen (Enz) Nord–Illingen (Württ.) (alte Trasse) | Bruchsal–Bietigheim-Bissingen (Westbahn)                         | 1435           | 2           | 4,1 km     | 1853                | abgebaut      | abgebaut           | Streckenverlegung im Zuge der Anbindung des neuen Bahnhofs Vaihingen (Enz) an der Schnellfahrstrecke Mannheim–Stuttgart                                                |
| 31. Okt. 1991 | Schiltach – Schramberg                               | Schiltach–Schramberg                                             | 1435           | 1           | 8,8 km     | 1892                | abgebaut      | abgebaut           | offizielle Stilllegung, am 6. April 1990 wurde nach einem Dammrutsch der Güterverkehr eingestellt.                                                                     |
| 30. Sep. 1993 | Wiesloch-Walldorf–Wiesloch Stadt                     | Wiesloch-Walldorf–Wiesloch Stadt                                 | 1435           | 1           | 3,1 km     | 1901                | abgebaut      | abgebaut           | [ 4 ] |
| 17. Okt. 1993 | Internationale Gartenbauausstellung 1993             | Panoramabahn                                                     | 1435           | 1           | 4,6 km     | 1993                | abgebaut      | abgebaut           | |
| 31. Dez. 1993 | Bad Friedrichshall-Jagstfeld–Ohrnberg                | Bad Friedrichshall-Jagstfeld–Ohrnberg (Untere Kochertalbahn)     | 1435           | 1           | 22,6 km    | 1907-13             | abgebaut      | abgebaut           | |
| 24. Sep. 1994 | Waldenburg-Künzelsau–Forchtenberg                    | Waldenburg–Forchtenberg (Kochertalbahn)                          | 1435           | 1           | 23,52 km   | 1892–1924           | außer Betrieb |                    | |
| 26. Sep. 1994 | Wehr (Baden)–Bad Säckingen                           | Schopfheim–Bad Säckingen (Wehratalbahn)                          | 1435           | 1           | 10,5 km    | 1890                | abgebaut      | abgebaut           | Strecke wurde elektrisch betrieben |
| 31. Dez. 1994 | Basel Bad Bf–Abzw. Grenzacher Horn                   | Basel–Konstanz (Hochrheinbahn)                                   | 1435           | 1           | 4,0 km     |                     |               |                    | (Güterbahn) |
| 30. Mai 1995  | Reutlingen Hbf–Reutlingen Süd                        | Reutlingen–Schelklingen (Schwäbische Albbahn)                    | 1435           | 1           | 3,1 km     | 1892                | außer Betrieb |                    | [ 7 ] |
| 1. Juli 1995  | Süßen–Donzdorf                                       | Süßen–Weißenstein (Lautertalbahn (Württemberg))                  | 1435           | 1           | 3,4 km     | 1901                | abgebaut      | abgebaut           | [ 7 ] |
| 1. Juli 1995  | Lauffen (Neckar)–Leonbronn                           | Lauffen am Neckar–Leonbronn (Zabergäubahn)                       | 750 1435       | 1           | 20,3 km    | 1896                | außer Betrieb |                    | Weiterhin gewidmete Bahnanlage. Gleisanlagen vorhanden |
| 31. Juli 1995 | Kirchheim (Teck)–Holzmaden                           | Kirchheim (Teck) Süd–Weilheim (Teck)                             | 1435           | 1           | 6,1 km     | 1908                |               |                    | [ 7 ] |
| 31. Aug. 1995 | Weil der Stadt–Calw                                  | Stuttgart–Calw (Schwarzwaldbahn (Württemberg))                   | 1435           | 1           | 22,8 km    | 1872                | außer Betrieb | außer Betrieb      | Keine Stilllegung, da formaler Übergang ab 1. Sept. 1995 auf Landkreis Calw als gewidmete Bahnanlage. 2014 Beschluss zur Wiederinbetriebnahme (für Mitte 2025 geplant) |
| 15. Okt. 1995 | Lahr (Schwarzw)–Lahr Stadt                           | Lahr–Lahr Stadt                                                  | 1435           | 1           | 3,2 km     | 1865                |               |                    | [ 7 ] |
| 30. Nov. 1995 | Kurve Heilbronn Gbf–Kraichgaubahn                    | Kraichgaubahn                                                    | 1435           | 1           | 0,8 km     |                     | abgebaut      | abgebaut           | formelle Einstellung, Betrieb endete am 24. September 1995,, |
| 1996          | Staufen – Grunern                                    | Bad Krotzingen–Staufen–Sulzburg                                  | 1435           | 1           | 1,8 km     | 1894                | abgebaut      | abgebaut           | Güter- und Gesamtverkehr |
| 31. Jan. 1996 | Meckenbeuren–Tettnang                                | Meckenbeuren–Tettnang                                            | 1435           | 1           | 4,3 km     | 1895                | Güterverkehr  | teilweise abgebaut | 2010 Baubeginn der innerörtlichen Entlastungsstraße auf Teilen der ehemaligen Bahnlinie innerhalb Tettnangs                                                            |
| 1. März 1996  | Amstetten-Gerstetten                                 | Amstetten–Gerstetten                                             | 1435           | 1           | 19,9 km    | 1906                |               |                    | seit 19__ Museumszüge |
| 12. Sep. 1996 | Rudersberg Nord–Welzheim                             | Schorndorf–Welzheim (Wieslauftalbahn)                            | 1435           | 1           | 12,2 km    | 1911                | außer Betrieb |                    | Keine Stilllegung. Vorübergehende Sperrung aus technischen Gründen. Übergang auf Zweckverband Wieslauftalbahn. 2010 Betriebsaufnahme für Museumszüge                   |
| 31. Okt. 1996 | Blaufelden–Langenburg                                | Blaufelden–Langenburg                                            | 1435           | 1           | 12,0 km    | 1900                | außer Betrieb |                    | Gleisanlagen vorhanden. Reaktivierung durch Förderverein geplant |
| 30. Sep. 1997 | Basel Bad Rbf–Weil (Rhein)                           |                                                                  | 1435           |             | 4 km       |                     |               |                    | [ 7 ] |
| 30. Nov. 1997 | Heidelberg Rbf–Königstuhl                            | Heidelberg-Eberbach-Bad Friedrichshall-Jagstfeld (Neckartalbahn) | 1435           | 2           | 2,7 km     | 1914                | abgebaut      | abgebaut           | [ 1 ] |
| 15. Dez. 1997 | Göppingen–Holzheim                                   | Göppingen–Boll (Voralbbahn)                                      | 1435           | 1           | 3,0 km     | 1926                | Güterverkehr  |                    | Gleisanlagen weitgehend vorhanden. Erhaltung durch Förderverein |
| 15. Dez. 1997 | Holzheim–Bad Boll                                    | Göppingen–Boll (Voralbbahn)                                      | 1435           | 1           | 9,2 km     | 1926                | außer Betrieb |                    | Gleisanlagen weitgehend vorhanden. Erhaltung durch Förderverein |
| 29. Juli 1998 | Albstadt-Ebingen–Albstadt-Onstmettingen              | Ebingen–Onstmettingen (Talgangbahn)                              | 1435           | 1           | 8,2 km     | 1901                | außer Betrieb |                    | Gleisanlagen vorhanden. Als Bahnanlage gewidmet. Vorgehalten für angestrebte Reaktivierung im Rahmen der Regionalstadtbahn Neckar-Alb                                  |
| 31. Okt. 1999 | Walldürn–Hardheim                                    | Walldürn–Hardheim                                                | 1435           | 1           | 9,7 km     | 1911                | außer Betrieb |                    | [ 7 ] |
| 30. Nov. 1999 | Abzweig Baienfurt West–Weingarten (Württ.)           | Niederbiegen–Weingarten                                          | 1435           | 1           | 2,0 km     | 1911 ?              | Güterverkehr  |                    | [ 7 ] |

## 2000er Jahre
| Datum         | Streckenabschnitt                                                 | Strecke                                                 | Spur- weite mm | G l e i s e | Länge (km) | er- öff- net (Jahr) | Zustand 2000 | Zustand 2010                                                  | Bemerkung |
| ------------- | ----------------------------------------------------------------- | ------------------------------------------------------- | -------------- | ----------- | ---------- | ------------------- | ------------ | ------------------------------------------------------------- | --- |
| 15. Aug. 2000 | Heilbronn-Karlstor–Heilbronn Süd                                  | Marbach am Neckar–Heilbronn (Bottwartalbahn)            | 1435           | 1           | 2,7 km     | 1900                | Güterverkehr | abgebaut                                                      | [ 7 ] |
| 30. Nov. 2000 | Mannheim-Friedrichsfeld Süd–Heidelberg-Kirchheim                  |                                                         | 1435           | 2           | 12,0 km    |                     |              | teilweise abgebaut                                            | im Rahmen der Stilllegung vom Rangierbahnhof Heidelberg                                                                                          |
| 30. Nov. 2000 | Heidelberg-Wieblingen–Heidelberg Rbf                              |                                                         | 1435           |             | 2,1 km     |                     |              | abgebaut                                                      | im Rahmen der Stilllegung vom Rangierbahnhof Heidelberg                                                                                          |
| 11. Apr. 2002 | Geislingen (Steige)–Geislingen Altenstadt                         | Geislingen (Steige)–Wiesensteig                         | 1435           | 1           | 3,1 km     | 1903                | Güterverkehr |                                                               | [ 7 ] |
| 15. Dez. 2002 | Vaihingen (Enz) Nord–Enzweihingen                                 | Vaihingen an der Enz–Enzweihingen (Vaihinger Stadtbahn) | 1435           | 1           | 7,0 km     | 1904                | in Betrieb   | abgebaut                                                      | [ 4 ] |
| 21. Dez. 2002 | Rossberg – Bad Wurzach                                            | Rossberg–Wurzach (Rossbergbahn)                         | 1435           | 1           | 11,0 km    | 1904                |              | Güterverkehr, aber bereits 2003 für diesen wieder reaktiviert | |
| 29. Juni 2004 | Stockach–Schwackenreute                                           | Radolfzell–Mengen                                       | 1435           | 1           | 10,3 km    | 1870                | Güterverkehr | Güterverkehr                                                  | Übergang an Ablachtalbahn GmbH, Infrastruktur in Betrieb                                                                                         |
| 30. Sep. 2004 | Altshausen–Pfullendorf                                            | Altshausen–Schwackenreute                               | 1435           | 1           | 25,0 km    | 1875                | Güterverkehr | in Betrieb                                                    | Übergang an Stadt Pfullendorf als gewidmete Bahninfrastruktur. 2009 Wiederaufnahme des Personenverkehrs (für Ausflugszüge)                       |
| 18. Nov. 2004 | Abzw. Aischbach–Vaihingen (Enz) Nord                              | Bruchsal–Bietigheim-Bissingen (Westbahn (Württemberg))  | 1435           | 1           | 1,4 km     | 1853                | Güterverkehr | abgebaut                                                      | formelle Einstellung, Betrieb endete am 15. Dezember 2002,                                                                                       |
| 30. Sep. 2005 | Ludwigsburg (Lotter)–Markgröningen                                | Ludwigsburg–Markgröningen                               | 1435           | 1           | 4,7 km     | 1916                | Güterverkehr | außer Betrieb                                                 | Stillgelegt wurde der Abschnitt Ludwigsburg (Anschluss Lotter) – Markgröningen. Wiederinbetriebnahme im Rahmen der Stadtbahn Ludwigsburg geplant |
| 17. Okt. 2005 | Gaildorf–Untergröningen                                           | Gaildorf–Untergröningen (Obere Kochertalbahn)           | 1435           | 1           | 18,5 km    | 1903                | in Betrieb   | abgebaut                                                      | tatsächliche Einstellung des Betriebs; Genehmigung der Stilllegung am 7. November 2008                                                           |
| 24. Okt. 2005 | Weinheim (Bergstraße)–km 7,1 (Landesgrenze zu Hessen)(–Viernheim) | Weinheim–Viernheim                                      | 1435           | 1           | 7,1 km     | 1905                | Güterverkehr |                                                               | [ 7 ] |

## 2010er Jahre
| Datum        | Streckenabschnitt          | Strecke                       | Spur- weite mm | G l e i s e | Länge (km) | er- öff- net (Jahr) | Bemerkung |
| ------------ | -------------------------- | ----------------------------- | -------------- | ----------- | ---------- | ------------------- | --------- |
| 9. Juli 2015 | Niederbiegen–Weingarten    | Niederbiegen–Abzw. Weingarten | 1435           | 1           | 2,3 km     | 1911                | [ 7 ]     |
| 9. Juli 2015 | Abzw. Weingarten–Baienfurt | Baienfurt West–Baienfurt Gbf  | 1435           | 1           | 1,0 km     | 1911                | [ 7 ]     |